# Centro de Bachillerato Tecnológico Forestal

CBTF es el acrónimo de Centro de Bachillerato Tecnológico Forestal establecido en México a través de la Dirección General de Educación Tecnológica Agropecuaria la cual es dependiente adscrita de la Subsecretaría de Educación Media Superior, que a su vez depende de la Secretaría de Educación Pública. Existen 6 planteles de CBTF que cuentan con bachillerato además de 8 carreras técnicas distintas.

## Oferta educativa en carreras técnicas
Actualmente, en el total de centros, cuenta con las siguientes carreras técnicas:
- Técnico Forestal
- Técnico en Diseño y Fabricación de Muebles de Madera
- Técnico en Horticultura
- Técnico en Administración y Contabilidad Rural
- Técnico en Administración Agrosilvícola
- Técnico en Desarrollo Comunitario
- Técnico en Informática
- Técnico en Arquitectura del Paisaje
- Técnico en Ofimática

## Localización
| Estado    | Escuelas | Número único |
| --------- | -------- | ------------ |
| Campeche  | 1        | 7            |
| Durango   | 3        | 1, 2, 4      |
| Guerrero  | 1        | 5            |
| Michoacán | 1        | 6            |
| Oaxaca    | 1        | 3            |

## SAETA
La DGETA cuenta con elSistema Abierto de Educación Tecnológica Agropecuaria (SAETA) el cual es la modalidad sabatina  ofreciendo el Bachillerato Tecnológico Bivalente en el subsistema de educación media superior. La educación abierta promueve el estudio independiente, el usuario estudia el material didáctico en su tiempo libre, sin necesidad de asistir diariamente al plantel en un horario establecido para concluir sus estudios.

Se lleva a cabo en forma mixta, que conjuga periodos de autoestudio y asesorías, con periodos de formación intensiva.

Las ventajas de estudiar en el sistema abierto son:
- Integración de círculos de estudio.
- Flexibilidad en el tiempo de estudio.
- Flexibilidad en la terminación de estudios.
- Certificación de estudios otorgado por la SEP.
- Continuación de estudios a nivel superior.